# Seule face au danger
Pour les articles homonymes, voir Body Count.
Pour plus de détails, voir Fiche technique et Distribution.
Seule face au danger, également nommé Seule contre tous et aussi appelé Black Killers (Below Utopia ou Body Count) est un film américain du cinéma indépendant réalisé par Kurt Voss, sorti en 1997. Le film a pour acteurs principaux Alyssa Milano, Justin Theroux et Ice-T.

## Synopsis
Daniel Beckett, fils d'un richissime marchand d'art, profite du traditionnel dîner de Thanksgiving pour présenter sa fiancée Suzanne, à sa famille. Mais dans ce manoir de rêve, que la passion de la famille Beckett pour l'art a transformé en musée, le cauchemar commence. Une bande de tueurs sans pitié, obéissant aux ordres d'un mystérieux commanditaire, massacre froidement et méthodiquement toute la famille avant de s'emparer des œuvres d'art. Daniel et Suzanne, réfugiés à la cave au début du carnage, se retrouvent piégés et assistent impuissants au massacre. Découverts, une lutte à mort va les opposer à cette bande de tueurs disjonctés.

## Distribution
- Alyssa Milano - Susanne
- Justin Theroux - Daniel Beckett
- Ice-T - Jim
- Tommy 'Tiny' Lister - Tiny
- Nicholas Walker - Justin Beckett
- Richard Danielson - Cole
- Robert Pine - oncle Wilson
- Marta Kristen - Marilyn Beckett